# Decaisnina biangulata
Decaisnina biangulata là một loài thực vật có hoa trong họ Loranthaceae. Loài này được (W.Fitzg.) Barlow mô tả khoa học đầu tiên năm 1966.